# Szlak Kulturowy Szczecińskich Legend
Szlak Kulturowy Szczecińskich Legend – szlak turystyczny w Polsce, przebiegający przez województwo zachodniopomorskie, na terenie miasta Szczecin zaprojektowany przez Dawida Junga.

## Założenia szlaku
Szlak pokazuje wielokulturowy wymiar średniowiecznego Szczecina w oparciu o dawne legendy związane z okresem istnienia Księstwa szczecińskiego, a także czasów wcześniejszych, panowania książąt Warcisława i Racibora. Na szlaku znajdują się istniejące oraz zniszczone przez pożar budynki oraz legendy związane z tymi miejscami. Bohaterami legend są m.in. postaci historyczne, jak księżna Anastazja Barnimówna i jej mąż Henryk I Pielgrzym, księżna Ludgarda meklemburska i jej mąż Przemysł II, którzy w Szczecinie brali ślub lub Dunimysł, dowódca wyprawy Racibora na Konungahelę. Na szlaku znalazły się również legendy o niezwykłych mieszczanach, jak choćby o malarzu Janie z Italii, kapitanie Dobromirze, dzielnym Szczecisławie oraz o postaciach i przedmiotach mitologicznych: syrenach, gryfach lub związanych z wikingami.
Szlak zrealizowano w ramach mecenatu kulturalnego Miasta Szczecin. Legendy szczecińskie wraz ze szlakiem kulturowym ukazały się w serii wydawniczej Stowarzyszenia Pisarzy Polskich. 

## Przebieg szlaku
| Odległość | Atrakcje                                                   | Obiekty |
| --------- | ---------------------------------------------------------- | --- |
| 0,0 km    | zabytek · punkt widokowy · miejsce bitwy                   | Baszta Panieńska – gotycka, zabytkowa baszta, przy której dawniej znajdowała się Brama Panieńska prowadząca do klasztoru cysterek z 1243 r. Według legendy pewien szczecinianin przywiózł uwolnionych rycerzy z niewoli saraceńskiej do Szczecina, wśród nich był staruszek okrutnie okaleczony, niewidomy i nie mogący chodzić, aż pewnego dnia księżna Anastazja przechodząc koło miejskiej bramy rozpoznała w żebraku swego męża, Henryka, po długim czasie poszukiwań, co przyniosło im szczęśliwe ponowne spotkanie. |
| 0,4 km    | zabytek techniki                                           | Astrolabium przy Bulwarze Chrobrego – w tym miejscu według legendy miała rozbić się galera okrutnych piratów, która porywała chłopców i dziewczęta na korsarską służbę. Galera była wyjątkowa, bo zrobiona w całości z bursztynu, jednak dotychczas nikomu nie udało się odnaleźć bursztynowego skarbu ukrytego w Szczecinie. |
| 0,55 km   | zabytek · punkt widokowy                                   | Wały Chrobrego – z miejscem związana jest legenda, iż dawniej wyruszała stąd w dalekie rejsy czarodziejska łódź wikingów, którą za przysługę od zakochanej syreny otrzymał szczecinianin imieniem Dobromir. |
| 0,4 km    | kaplica · zabytek                                          | Kościół Mariacki (obecnie liceum) – (Plac Mariacki 1) w tym miejscu od 1263 stał murowany kościół o ponad 100-metrowej wieży. Według legendy, gdy w mieście odbywał się ślub księżny Ledgardy z Przemysłem II, wyrzucono wszystkich żebraków, aby nie uprzykrzali się znamienitym gościom. Wśród poturbowanych żebraków znalazł się Sobótko, który rzucił klątwę na książęcy ród oraz kościół, do którego go nie wpuszczono. I rzeczywiście, po pewnym czasie zaczęły dziać się rzeczy dziwne – Ludgarda straciła życie z rąk męża, Przemysł został zabity w zamachu, a sam kościół mariacki spłonął od pioruna i już go nigdy więcej nie odbudowano.                                                                |
| 0,3 km    | zabytek · muzeum                                           | Muzeum Narodowe w Szczecinie – Muzeum Tradycji Regionalnych – w zbiorach muzealnych znajduje się fragment piszczałki z XII w. Według legendy ma to być pozostałość po piszczałce, którą Dunimysł otrzymał od gryfa. Ów gryf uratował całą flotę od zatonięcia we mgłach fiordu Götalev, dzięki czemu rycerze mogli zdobyć później Kungahellę, ówczesne najbogatsze miasto Skandynawii. |
| 0,4 km    | zamek · muzeum · hotel · pomnik · zabytek · punkt widokowy | Zamek Książąt Pomorskich – przed 1124 na wzgórzu zamkowym znajdował się gród słowiański z drewnianym dworem księcia Warcisław, zamek od 1346, za czasów Barnima III był już murowany. Według legendy pewien szczecinian podarował księciu małpkę przywiezioną z Kairu. Okazało się, że zwinna małpka, prócz talentu rozśmieszania księcia i dworu, potrafiła również przynosić w nocy do zamkowego skarbca złote i srebrne kosztowności. Gdy wyszło na jaw, że przedmioty są kradzione, trzymano odtąd niesforną małpę na łańcuszku. Ponoć jeszcze dzisiaj duch książęcej małpki widziany jest na najwyższych wieżach zamkowych i wciąż wyczynia figle.                                                              |
| 0,3 km    | zabytek · kaplica · punkt widokowy                         | Gotycki kościół pofranciszkański – zabytkowy kościół. Według legendy przybyły z Italii malarz Jan, eksperymentując przy okazji produkcji farb, wymyślił przypadkowo proszek nasenny. Niestety, tworząc freski w kościele, sam zasnął, a obudzony następnego dnia na rusztowaniu został posądzony o kradzież drogocennych kielichów. Już kat miał malarza skrócić o głowę na rynku Siennym, gdy Szczecin zaatakowali duńczycy. Jan, któremu zostało jeszcze nieco proszku, rzucił pyłem w stronę duńskich rycerzy, a ci po chwili zasnęli. I ten sposób malarz stał się bohaterem całego miasta. Według legendy feski malarza Jana w tym kościółku mogą zobaczyć wyłącznie ci, którzy mają serce pokorne i cierpliwe. |
| 0,4 km    | zabytek · punkt widokowy                                   | Ratusz Staromiejski – zabytek, pierwotnie w tym miejscu od XIII w. stał budynek drewniany. Według legendy przy ratuszu znajdowała się wielka waga kupiecka. Gdy książę Warcisław I miał publicznie zapłacić trybut 500 grzywien, zabrakło w skarbcu całej sumy srebra. Szczęśliwie jednak znalazła się tajemnicza kobieta, która zdjęła z uszu jeden kolczyk i położyła go na szali. Ku zdumieniu szczecinian, waga zaczęła przechylać się w drugą stronę, aż trzeba było ściągać książęce srebro i został na szali wagi tylko ten jeden kolczyk. Ponoć tajemniczą kobietą miała okazać się jedna z syren szczecińskich, która odchodząc z miasta gdzieś w okolicach rynku zgubiła swój drugi kolczyk.               |

## Galeria

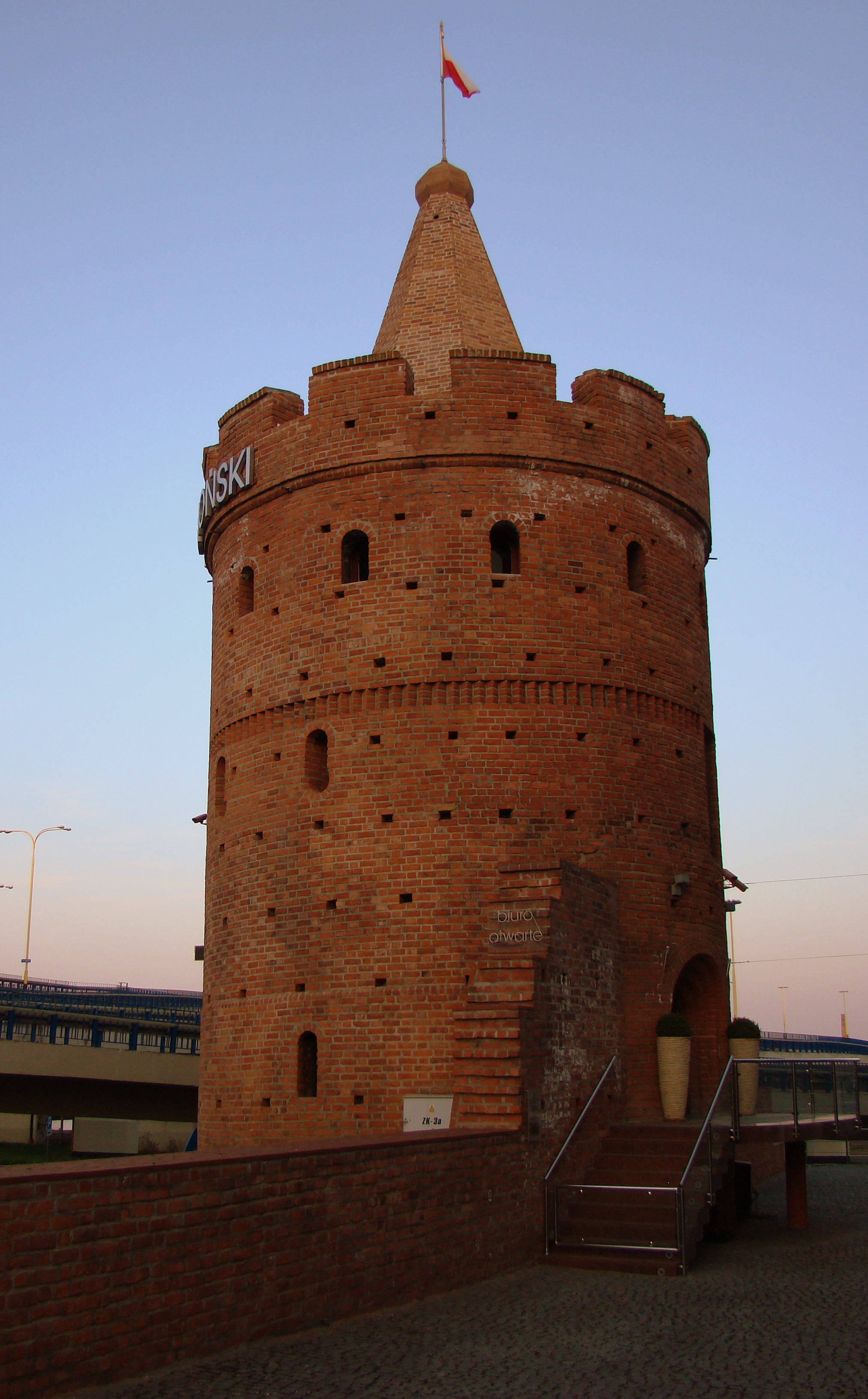
Baszta Panieńska
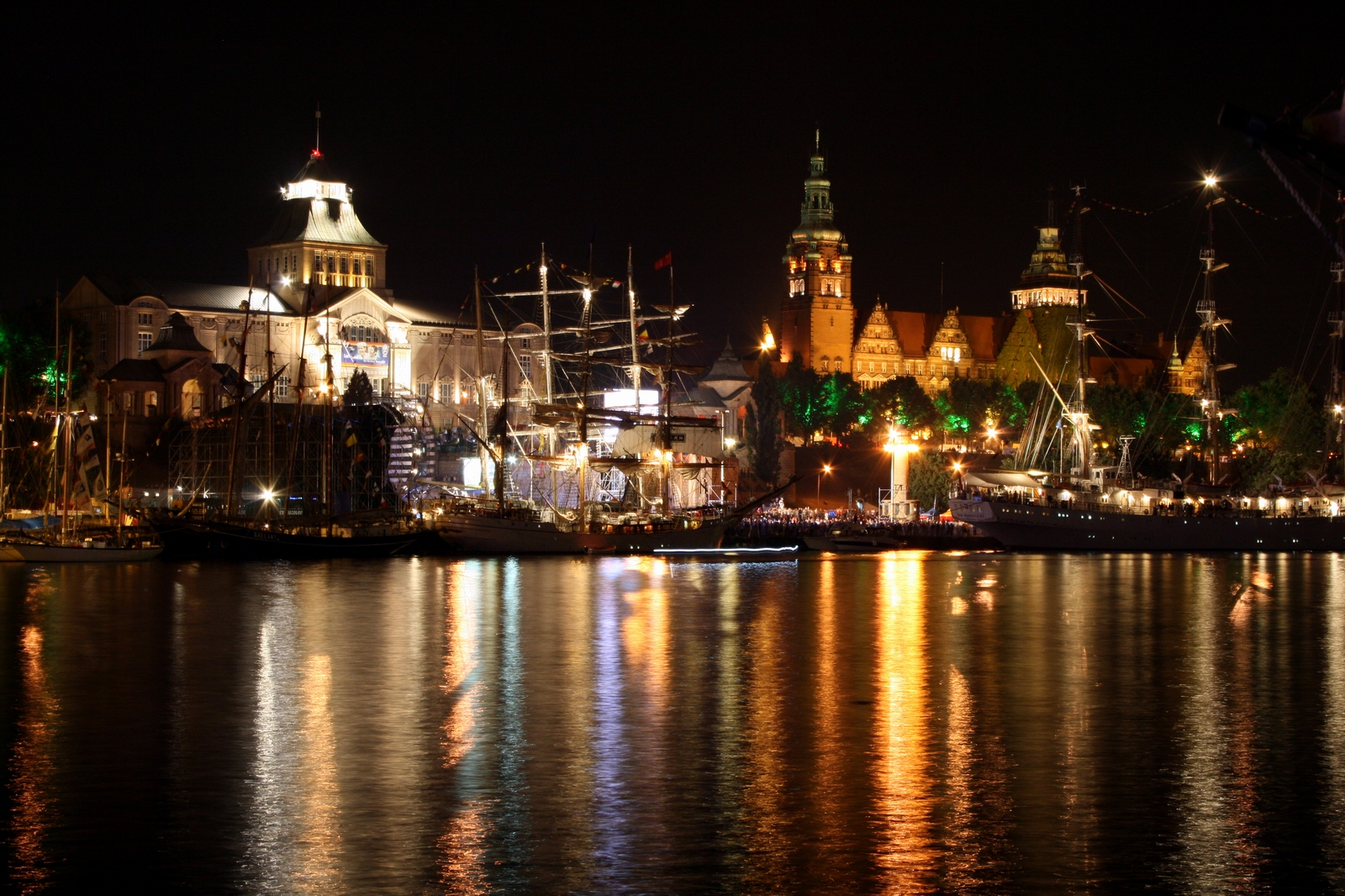
Wały Chrobrego
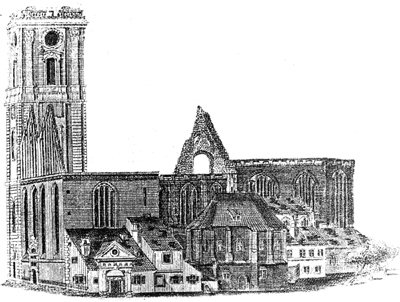
Kościół Mariacki
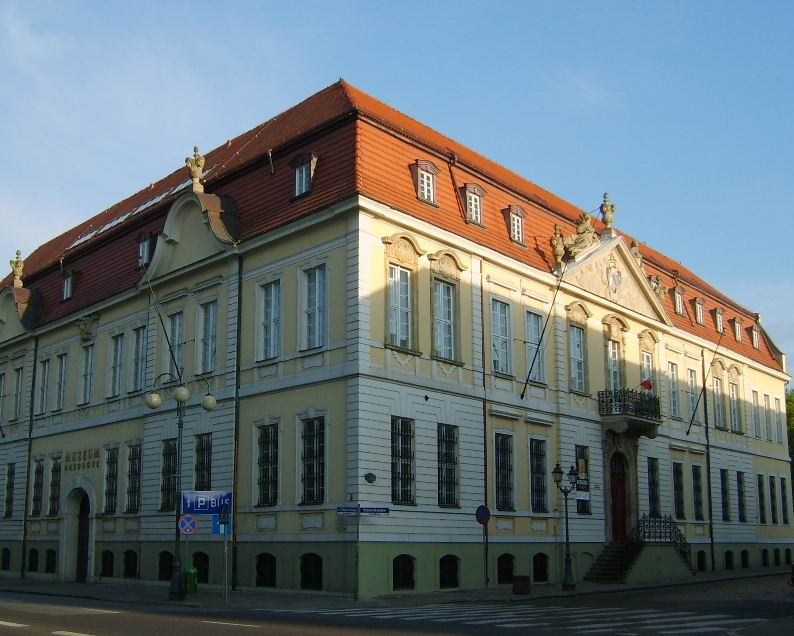
Muzeum Narodowe w Szczecinie — Muzeum Tradycji Regionalnych
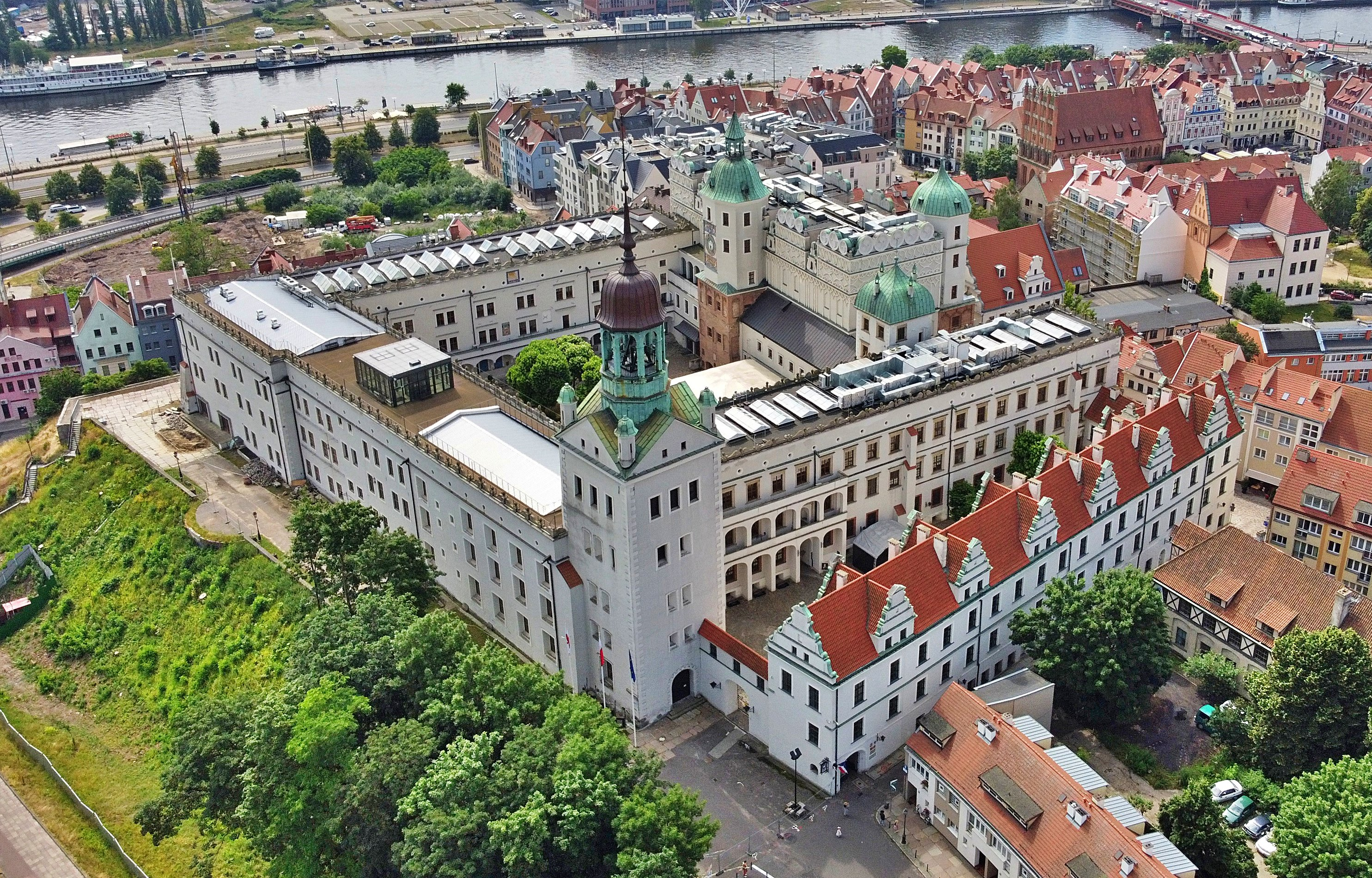
Zamek Książąt Pomorskich
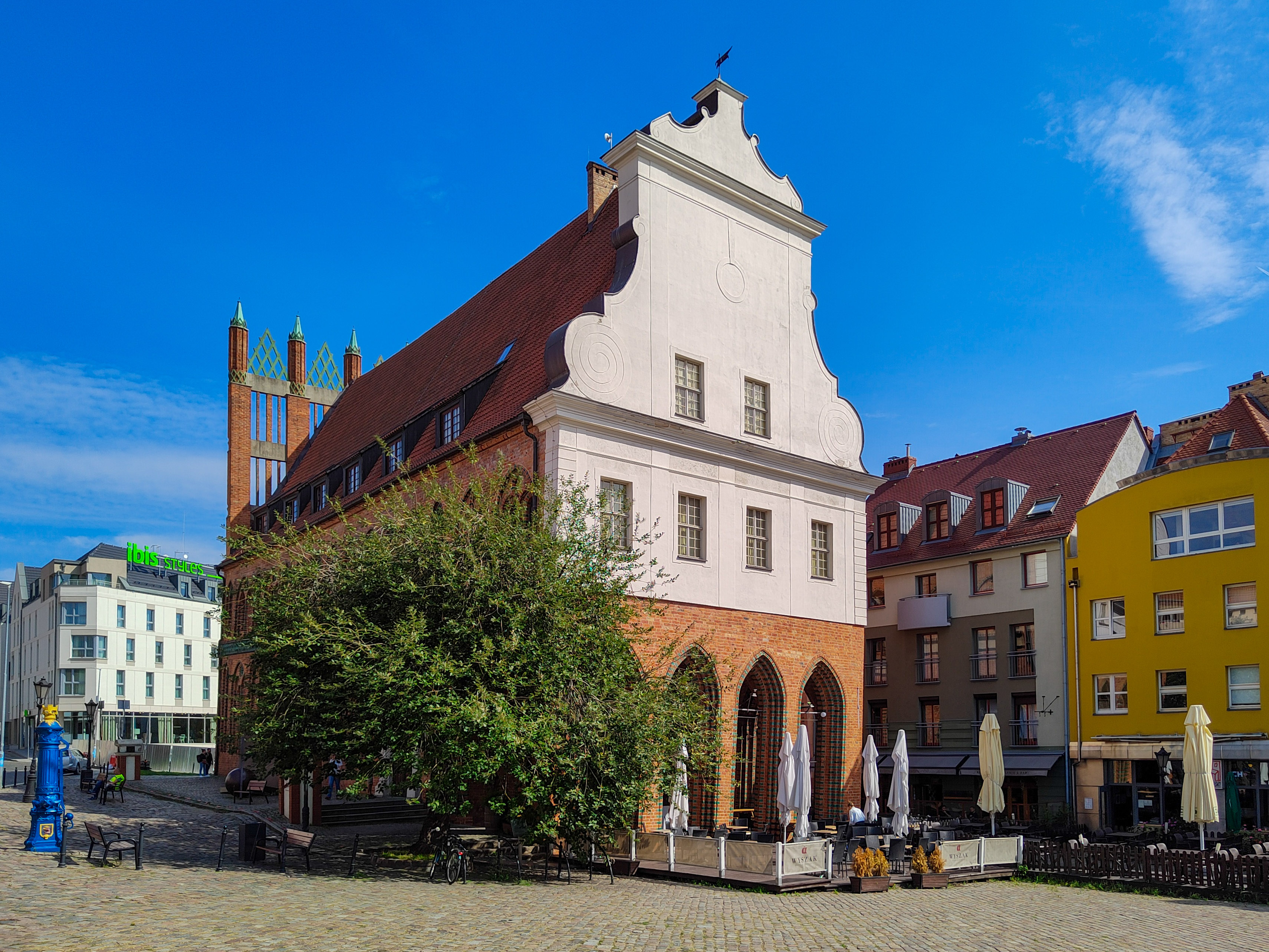
Ratusz Staromiejski w Szczecinie